# God Save Ireland
Das Lied God Save Ireland (Gott schütze Irland) erfüllte zur Zeit der Irischen Republik von 1919 bis 1922 und des Irischen Freistaats zwischen 1922 und 1926 die Funktion einer Nationalhymne, obgleich das Lied keinen offiziellen Status hatte. Im Jahr 1926 wurde The Soldier’s Song offiziell zur Nationalhymne des Freistaats erhoben und blieb es auch, nachdem der Freistaat im Jahr 1937 durch Éire abgelöst wurde.
Das Lied wurde im Jahre 1867 von Timothy Daniel Sullivan unter dem Eindruck des Verfahrens gegen die sogenannten Manchester Martyrs verfasst, die wegen der Tötung eines Polizisten im Zuge eines Gefängnisausbruchs verurteilt und hingerichtet wurden. Das Lied wurde unter den Feniern schnell populär.
Die Weise hingegen wurde vom Lied Tramp! Tramp! Tramp! übernommen, welches aus dem Sezessionskrieg stammt. Es wurde von George F. Root geschrieben, dem Autor auch des Battle Cry of Freedom – und zwar unter dem Eindruck seines Aufenthalts im von den Konföderierten Staaten von Amerika eingerichteten Lager Andersonville.

## Text
| High upon the gallows tree swung the noble-hearted three. By the vengeful tyrant stricken in their bloom; But they met him face to face, with the courage of their race, And they went with souls undaunted to their doom.        | Hoch auf dem Galgen schaukelten die nobelmütigen Drei, Vom rachsüchtigen Tyrannen in ihrer Blüte weggerafft; Doch sie trafen ihn von Angesicht zu Angesicht mit dem Mut ihres Volkes, Und sie schieden mit von ihrem Schicksal unerschrockenen Seelen.              |
| Refrain: “God save Ireland!” said the heroes; “God save Ireland” said they all. “Whether on the scaffold high Or the battlefield we die, Oh, what matter when for Erin dear we fall!”                                             | Refrain: „Gott schütze Irland“, sagten die Helden, „Gott schütze Irland!“, sagten sie alle. „Ob wir nun hoch auf dem Galgen oder ob wir auf dem Schlachtfeld sterben, Was macht das schon, wenn wir für das liebe Irland fallen!“                                   |
| Girt around with cruel foes, still their courage proudly rose, For they thought of hearts that loved them far and near; Of the millions true and brave o’er the ocean’s swelling wave, And the friends in holy Ireland ever dear. | Noch von grausamen Feinden umgeben stieg stolz ihr Mut, Denn sie dachten an die Herzen nah und fern, die sie liebten, Der treuen und tapferen Millionen jenseits der wogenden Welle des Ozeans Und der so lieben Freunde im heiligen Irland.                        |
| Climbed they up the rugged stair, rang their voices out in prayer, Then with England’s fatal cord around them cast, Close beside the gallows tree kissed like brothers lovingly, True to home and faith and freedom to the last.  | So stiegen sie die holprige Treppen hinan, die Stimmen in lautem Gebet begriffen, Und mit Englands verhängnisvollem Seil über sie geworfen Küssten sie sich dicht neben dem Galgen liebevoll wie Brüder, Treu der Heimat, dem Glauben und der Freiheit bis zuletzt. |
| Never till the latest day shall the memory pass away, Of the gallant lives thus given for our land; But on the cause must go, amidst joy and weal and woe, Till we make our Isle a nation free and grand.                         | Bis zum Jüngsten Tag soll ihr Gedenken nicht vergehen Der so für unser Land hingegebenen ritterlichen Leben; Doch muss unsere Sache weitergeführt werden, in Freude, Wohl und Wehe, Bis wir unsere Insel zu einer freien und großen Nation gemacht haben.           |

## Nachweise
- nationalanthems.info
- nationalanthems.us